# Tiale Vuiyasawa
Ratu Tiale Wimbledon Thomas Vuiyasawa, né vers 1896 et mort à Suva en mars 1981, est un chef autochtone et homme politique fidjien.

## Biographie
Il est le deuxième fils, après Ratu Lala Sukuna, des chefs Ratu Joni Madraiwiwi (en) et Adi Litiana Maopa (en). Il est éduqué à Levuka puis à Melbourne, et se porte volontaire pour intégrer les forces armées néo-zélandaises lors de la Première Guerre mondiale. Il est déployé en Égypte puis en France au sein du bataillon Pionnier (en), un bataillon maori de la Force expéditionnaire de Nouvelle-Zélande. Début 1918, il est transféré à une unité composée principalement d'autochtones des îles Cook et posté en Palestine. Démobilisé, il retourne aux Fidji début 1919,.
En 1937, il est nommé Roko Tui de la province de Ra, c'est-à-dire chef de l'exécutif de l'administration autochtone de cette province, et y acquiert une réputation d'efficacité. En 1938, il est fait membre du Conseil législatif des Fidji à la mort de Ratu Penijamini Veli, et y rejoint ainsi son frère aîné. Reconduit au Conseil en 1940, 1944 et 1947, il en est écarté en 1950 mais y est réintégré en 1952 lorsque Ratu Edward Cakobau en démissionne. 
Les Fidji accèdent à l'indépendance en octobre 1970, et Ratu Tiale Vuiyasawa est alors l'un des huit chefs nommés au Sénat par le Grand Conseil des chefs, avec un mandat de trois ans. Il meurt en 1981, à l'âge de 85 ans.